# BBC Etzella
Der BBC Etzella ist ein luxemburgischer Basketballverein aus Ettelbrück und Mitglied des nationalen Basketballverbandes FLBB. Mit insgesamt 15 Meistertiteln und 25 Pokalsiegen seit dem Gründungsjahr 1934 bei den Herren sowie neun Meistertiteln und sieben Pokalsiegen bei den Damen, ist der erfolgreichste Verein des luxemburgischen Basketballsports.

## Geschichte
Gegründet wurde der Verein am 5. August 1934 als „Association sportive Catholique Ettelbruck“ (ACSE), also 3 Jahre, nachdem die erste Basketballsektion in Bettembourg (Luxemburg) gegründet worden war. Der katholische Jugendverband war bemüht eine Sportart anzubieten, um der Konkurrenz anderer Jugendorganisationen wie den Scouts oder Fußballvereinigungen Paroli bieten zu können. So erschien Basketball als geeignete Sportart. Gespielt wird im „Lärchen“ auf einer mit einer Ascheschicht überdeckten Wiese.
Nach einigen ersten Test- und Freundschaftsspielen, um sich die Praxis und Theorie des Basketballspiels anzueignen, spielte die ASCE fortan in der luxemburgischen Meisterschaft und bei Pokalspielen. In den Kriegsjahren 1941–1945 wurde die ASCE wie alle anderen katholischen Vereine in Luxemburg durch die Nazi-Invasoren aufgelöst und ihr Vermögen konfisziert.
Im Oktober 1945 wurde in Luxemburg eine neue, konfessionslose Basketballfederation auf die Beine gestellt. Da es in Ettelbruck an allem fehlte, wurde eine Fusion mit dem lokalen Fußballverein FC Etzella angestrebt und bewilligt, so entstand aus der ASCE der „BBC Etzella“. Gespielt wurde fortan auf dem asphaltierten Schulhof in Ettelbruck. 1951 beschlossen beide Sportsektionen, wieder getrennte Wege zu gehen.
Der erste große Erfolg konnte der BBC 1954 mit dem Gewinn der „Coupe de la Souveraine“ verbuchen. Es folgten nun die goldenen Jahre, 1955 erstmals Landesmeister, 1956 das erste „Double“. 1958 hatte der BBC Etzella das Privileg das erste Spiel im Europapokal gegen die Belgier von Royal IV zu bestreiten, Ben Meyers erzielte die ersten Punkte in der Geschichte des Europapokals.
1962 wurde der Verein nach dem Weiterkommen im Europapokal gegen SISU Kopenhagen zur besten Luxemburger Sportmannschaft gekürt. 1967 wurde mit der neugebauten Sporthalle Am Däich endlich eine überdachte und witterungsunabhängige Sportstätte gefunden.
Die seit 1971 bestehende Damenmannschaft konnte bislang neun Meistertitel und sieben Pokalsiege verbuchen.

## Erfolge

### Männermannschaft
Europapokal
- 12 Teilnahmen
- 3 Siege: 1962 SISU Kopenhagen (DK) – Etzella 55-72, Etzella – SISU Kopenhagen 63-43, 1990 Etzella – Orca's Urk (NL) 103-97
- 1 Qualifikation für das Achtelfinale

Champion de Luxembourg
- 15 Titel
- 1955, 1956, 1957, 1961, 1962, 1963, 1964, 1965, 1970, 1972, 1992, 1999, 2003, 2006, 2019

Coupe de Luxembourg
- 25 Titel
- 1955, 1956, 1957, 1961, 1962, 1963, 1964, 1965, 1966, 1969, 1972, 1976, 1982, 1991, 1992, 1999, 2002, 2003, 2005, 2006, 2007, 2008, 2011, 2019, 2023

### Damenmannschaft
Europapokal
- 5 Teilnahmen
- 2 Siege: 1992 Etzella – Wels/Linz (A) 69-63, Etzella – St. Servais (B) 69-64
- 1 Qualifikation für die zweite Runde

Champion de Luxembourg
- 9 Titel
- 1991, 1992, 1993, 1994, 1995, 1996, 1997, 2000, 2020

Coupe de Luxembourg
- 7 Titel
- 1991, 1992, 1993, 1999, 2002, 2015, 2016